# ФК Уигън Атлетик
Футболен клуб Уигън Атлетик  (Wigan Athletic Football Club) е английски футболен отбор от град Уигън, Голям Манчестър, който се състезава в третото ниво на английския футбол – Лига едно. През 1999 година тимът заиграва на новопостоения Джей Джей Би стейдиъм (сега Ди Дабълю стейдиъм), който е с 25 138 места. Преди това, домакинските си срещи Латикс играят на Спрингфилд Парк.

## История
Уигън Атлетик е основан през 1932 година, след разпадането на Уигън Бороу предходната година. Създаването на Уигън Атлетик е шестият опит да се сформира стабилен футболен клуб в града, след разпадането на Уигън Каунти, Уигън Юнайтед, Уигън Таун, Уигън Роувърс и Уигън Бороу.
Най-големият успех в началото на съществуването му е победата над Карлайл Юнайтед с 6–1. С това клубът поставя рекорд за най-голяма победа на тим непринадлежащ към лигата.
През 1950 година се приближават до избиране във Футболната лига, но Скънторп Юнайтед получава повече гласове.
През 1953-54 година Уигън играят в мач от ФА Къп срещу Хеърфорд Юнайтед пред 27 526 души. Това е рекорд за клуба и за мач между отбори извън професионалната лига.
През 1995 местният милионер Дейвид Уилън купува клуба, който тогава играе в Трета дивизия, с цел да го доведе до Премиършип. Първата стъпка към мечтата си клуба прави през 1997, когато печели промоция за втора дивизия под ръководството на мениджъра Джон Диън. Заместникът му Рей Матиас помага на тима да стигне до плейофите на Втора дивизия през 1999. Но отбора губи с 2-1 от Манчестър Сити. Тази загуба кара Уилън да уволни Матиас. На негово място идва Джон Бенсън. Сезонът завършва със загубата на Уигън от Джилингам с 3-2. След това Стив Брус става треньор, но и тази рокада не помага на отбора, който отново отпада от плейофите, този път от Рединг.
През 2001 бившият играч Пол Джуъл поема длъжността мениджър и след силен първи сезон, Уигън печели купата на Втора дивизия с пълния брой от 100 точки. През сезон 2003/04 клубът завършва на 7-о място в Първа дивизия.
Следващият сезон е успешен за Уигън, който си спечелва издигане до Премиършип, след като завършва на второ място в Чемпиъншип, след отбора на Съндърланд.
Първият мач от Премиършип е срещу Челси. В 92-рата минута Ернан Креспо отбелязва гол, който носи победата на Челси. През този сезон Уигън успяват да победят Съндърланд, съседите от Манчестър Сити и Астън Вила. Успяват да се задържат в първите 10 от Висшата лига.
Изкачването на Уигън до Премиършип е следено от близо от английските медии, които на моменти спекулират с малката посещаемост на мачовете. В мач от надпреварата за купата на лигата срещу Арсенал е бил посетен само от 12 181 (48% от капацитета на стадиона). Мениджърите обясняват това с тежките метеорологични условия и факта, че Уигън е град известен с ръгбито.
През сезон 2012/13 Уигън печели финала за ФА Къп срещу Манчестър Сити, и се класира за участие в Лига Европа следващия сезон. Същият сезон Уигън изпада от Висшата лига на Англия. На 14 юни 2013 г. Уигън обявява Оуен Койл за новия мениджър на клуба, който замества напусналия на 5 юни в посока Евертън Роберто Мартинес. 

## Настоящ състав
- Към 18 януари 2015

## Успехи
Отборът печели първия си голям трофей през 2013 след, като побеждава Манчестър Сити с 1:0

## Български футболисти
- Светослав Тодоров:2006/07 (наем) - (9 мача - 3 гола)